# Alexis Denisof
Alexis Denisof (* 25. února 1966 Salisbury, Maryland) je americký herec.
Ve filmu debutoval na konci 80. let, v televizi se poprvé představil v roce 1991. Jednu ze svých prvních větších rolí dostal ve filmu První rytíř (1995). Po epizodních postavách v různých seriálech hrál v letech 1999–2004 Wesleyho Wyndama-Pryce, který se nejprve objevil v seriálu Buffy, přemožitelka upírů a následně se stal jednou z hlavních postav v seriálu Angel. V dalších letech hostoval např. v seriálech Jak jsem poznal vaši matku, Private Practice nebo Dům loutek. Hrál také ve filmech Láska, svatba, manželství (2011), Avengers (2012), Mnoho povyku pro nic (2012) či Strážci Galaxie (2014). V letech 2013–2015 působil v seriálu Grimm.
Od roku 2003 je ženatý s herečkou Alyson Hanniganovou, se kterou se seznámil na natáčení Buffy. Mají dvě dcery, Satyanu Marii a Keevu Jane.

## Filmografie

### Film
| Rok  | Název                     | Role                   | Poznámky |
| ---- | ------------------------- | ---------------------- | -------- |
| 1989 | Murder Story              | Tony Zonis             |          |
| 1991 | La Neige et le Feu        | David                  |          |
| 1992 | Silnice Dakota            | Jacob                  |          |
| 1995 | Nevinné lži               | Christopher Wood       |          |
| 1995 | První rytíř               | sir Gaheris            |          |
| 1996 | True Blue                 | Ed Fox                 |          |
| 1998 | Maléry paní Margaret      | George                 |          |
| 1999 | Makléř                    | Fernando Gueller       |          |
| 2001 | Mimo zákon                | Yuri                   |          |
| 2002 | Tarzan & Jane             | Nigel Taylor (hlas)    |          |
| 2011 | Láska, svatba, manželství | Lloyd                  |          |
| 2011 | Superhvězda Superman      | dr. Leo Quintum (hlas) |          |
| 2012 | Liga spravedlivých: Zánik | Mirror Master (hlas)   |          |
| 2012 | Avengers                  | The Other              |          |
| 2012 | Mnoho povyku pro nic      | Benedick               |          |
| 2014 | Strážci Galaxie           | The Other              |          |
| 2014 | Under My Skin             | Mike                   |          |

### Televize
| Rok       | Název                          | Role                                    | Poznámky |
| --------- | ------------------------------ | --------------------------------------- | --- |
| 1994      | Romeo and Juliet               | Tybalt                                  | TV film |
| 1994      | Důvěra                         | Joel                                    | TV film |
| 1994      | Soldier Soldier                | poručík Bob Steadman                    | díl: „Proud Man“ |
| 1997      | Crime Traveller                |                                         | díl: „Fashion Shoot“                                                                                                   |
| 1997      | Sharpova pomsta                | lord John Rossendale                    | TV film |
| 1997      | Sharpova spravedlnost          | lord John Rossendale                    | TV film |
| 1997      | Sharpovo Waterloo              | lord John Rossendale                    | TV film |
| 1997      | V nepřátelských vodách         | John Baker                              | TV film |
| 1997      | Highlander                     | Steve Banner                            | díl: „Diplomatic Immunity“                                                                                             |
| 1998      | Ghost Cop                      | Jonah Blade                             | neprodaný televizní pilotní díl                                                                                        |
| 1998      | The Orchard Walls              | Dennis                                  | TV film |
| 1999      | Noemova archa                  | Ham                                     | TV film |
| 1999      | Buffy, přemožitelka upírů      | Wesley Wyndam-Pryce                     | 9 dílů |
| 1999–2004 | Angel                          | Wesley Wyndam-Pryce                     | 100 dílů nominace – Cena Saturn v kategorii nejlepší mužský herecký výkon ve vedlejší roli – seriál (2001, 2003, 2004) |
| 2000      | Randall a Hopkirk              | Richard Shelley                         | díl: „Paranoia“ |
| 2001      | Batman budoucnosti             | Zander (hlas)                           | díl: „The Curse of the Kobra Part 1“ a „Part 2“                                                                        |
| 2001      | The Legend of Tarzan           | Henry (hlas)                            | díl: „New Wave“ |
| 2006      | Justice League Unlimited       | Sam Scudder / Mirror Master I (hlas)    | díl: „Flash and Substance“                                                                                             |
| 2006–2014 | Jak jsem poznal vaši matku     | Sandy Rivers                            | 10 dílů |
| 2008      | Private Practice               | Daniel                                  | díl: „Serving Two Masters“                                                                                             |
| 2009      | Dům loutek                     | senátor Daniel Perrin                   | 4 díly |
| 2012      | H+                             | Conall Sheehan                          | 5 dílů |
| 2013      | Prozíravost                    | dr. Randall Vetter                      | díl: „Smrtící implantáty“                                                                                              |
| 2013–2015 | Grimm                          | Viktor Albert Wilhelm George Beckendorf | 17 dílů |
| 2014–2015 | Finding Carter                 | David Wilson                            | hlavní role, 31 dílů                                                                                                   |
| 2015      | Robot Chicken                  | více hlasů                              | díl: „Cheese Puff Mountain“                                                                                            |
| 2017      | I Love Bekka & Luccy           | Glenn                                   | 11 dílů nominace – Cena Emmy v kategorii nejlepší mužský herecký výkon v krátkometrážním seriálu (komedie nebo drama)  |
| 2019–2020 | Sabrinina děsivá dobrodružství | Adam Masters                            | 4 díly |
| 2019–2022 | Odkaz                          | profesor Vardemus                       | 9 dílů |